# 奇幻精靈事件簿 (電影)
是一部2008年美國奇幻小說電影，改編自荷莉·布萊克和東尼·狄特里奇的暢銷同名小說系列，北美於2008年2月14日上映，台灣至2008年4月3日上映。
電影由馬克·華特斯所執導，瑪麗-露易斯·帕克、大衛·史崔森和童星佛萊迪·海默爾與莎拉·伯格等主演。 故事發生在新英格蘭的史派德威莊園，傑瑞和姊姊瑪洛麗以及雙胞胎弟弟賽門的冒險，走入荒園帶領他們到一個充滿精靈和奇幻生物的世界。

## 劇情
1928年，亞瑟·史派德威写了一本关于他所遇到的许多小精灵的圖鑑。完成这本书后，他把它藏了起来，因为他害怕魔格瑞斯，一个计划利用这本书的秘密作恶的變身食人魔。
80年后，刚刚离婚的海倫·葛雷斯继承了史派德威庄园，并带着她的孩子，女儿瑪洛麗和雙胞胎儿子傑瑞和賽門搬进了废弃的史派德威庄园。傑瑞对这次搬家很生气，他更想要和他的父亲住在一起。在发现了一个隐藏的升降機后，傑瑞发现了亚瑟的书房，找到了圖鑑。当傑瑞解释他发现这本书和神奇生物的存在时，他的家人并不相信他。
第二天早上，傑瑞遇到了一个叫提波塔克的棕精灵，他起初对傑瑞打开书的行为很生气，而提波塔克本应保护书不落入變身食人魔魔格瑞斯手中。傑瑞用饼干和蜂蜜来安抚提波塔克，提波塔克则给了傑瑞一块环形的石头，傑瑞透过石头中间的洞就可以看到平时看不见的小精灵。提波塔克还告诉他房子周围有一个起保护作用的蘑菇圈。
傑瑞目睹了賽門被紅帽带领的哥布林绑架的过程。賽門被带到了哥布林的营地，遇到了伪装成老人的魔格瑞斯。傑瑞潜入营地，遇到了豬精。豬精向他的眼睛吐口水，给了傑瑞不用石头就能看到小精灵的能力，这样傑瑞就可以帮助他为魔格瑞斯杀死他的家人而报仇。魔格瑞斯释放了賽門，让他为自己取回那本书。傑瑞找到了賽門，两人在被哥布林追赶，逃回了家里，瑪洛麗用她的击剑马刀击退了他们。
孩子们决定去拜访亚瑟的女儿，也就是姑婆露辛達寻求建议。賽門引开哥布林，瑪洛麗和傑瑞趁机从地下通道逃走。他们被红帽派来的洞穴巨人追赶，直到巨人被一辆迎面而来的卡车撞死时他们才勉强逃脱。傑瑞和瑪洛麗在精神病院见到了年迈的露辛達，她住在那里，周围全是仙子。她告诉孩子们，他们需要找到她的父亲，让他销毁那本书，而且，八十年来，亚瑟一直被風精靈们囚禁着。这时，红帽和他的哥布林们从窗户袭击了他们，并在被赶走之前设法撕下了书中的几页。在被盗的书页中，魔格瑞斯很高兴地找到了关于如何打破保护圈的信息。
当海倫开车回家时，她和傑瑞为她不相信他而争吵；傑瑞愤怒地告诉海伦，他恨她，不想再和她住在一起。后来，豬精偷听到魔格瑞斯的计划，通知了孩子们。傑瑞、賽門和瑪洛麗用书召唤了一只狮鹫，狮鹫把他们带到了精灵的境界。在那里，他们遇到了亚瑟，他没有变老，也不知道自己在那里度过了很長的时间。傑瑞要求他毁掉那本书，却发现提波塔克暗中调换了书页，把真正的书留在了庄园。亚瑟松了一口气，但是傑瑞告诉他，魔格瑞斯已经知道如何打破保护圈了。亚瑟告诉傑瑞，風精靈们不会允许他们离开，因为他们和他一样，对精灵了解得太多了。亚瑟用假书引开了精灵们的注意力，帮助他们逃脱。
在家里，孩子们终于说服海伦相信了这一切。与此同时，精灵們完成了藥水的撒播，隨著滿月的升起，他們成功地打破了保护圈。一家人用菜刀和番茄酱加盐做的炸弹自卫，成功杀死了哥布林们。突然，孩子们的父亲理查出现了；然而，傑瑞刺伤了他，原来他是魔格瑞斯伪装的。魔格瑞斯在房子里追赶傑瑞和书，最后把他逼到屋顶上。傑瑞把书扔了出去，魔格瑞斯变成一只乌鸦去抓书，但被豬精抓住吃掉了。之后，傑瑞和他的母亲和解了。
几周后，家人带着露辛達来参观房子。風精靈们带着亚瑟来到这里，因为书已经安全了，便允许他暂时回去。然而，亚瑟不能久留，因为如果他留下来就会灰飞烟灭。露辛達要和他一起离开，最后葛雷斯一家看着精灵们把亚瑟和返老还童的露辛達带走。

## 演員
| 演員             | 配音     | 配音                         | 角色                                                         |
| 演員             | 中文配音 | 粤语配音                     | 角色                                                         |
| ---------------- | -------- | ---------------------------- | ------------------------------------------------------------ |
| 佛萊迪·海默爾    | 雷碧文   | 黃玉娟（TVB）                | 傑瑞·葛雷斯（Jared Grace）                                   |
| 佛萊迪·海默爾    | 雷碧文   | 林丹鳳（TVB）                | 賽門·葛雷斯（Simon Grace）                                   |
| 莎拉·伯格        |          | 鄭麗麗（TVB） 何璐怡（公映） | 瑪洛麗·葛雷斯（Mallory Grace）                               |
| 瑪麗-露易斯·帕克 | 劉如蘋   | 陸惠玲（TVB） 黃麗芳（公映） | 海倫·葛雷斯（Helen Grace）                                   |
| 大衛·史崔森      | 梁興昌   | 招世亮（TVB、公映）          | 亞瑟·史派德威（Arthur Spiderwick）                           |
| 馬丁·肖特        |          | 古明華（TVB）                | 提波塔克／棕精靈→搗蛋鬼（Thimbletack/Brownie→Boggart，配音） |
| 尼克·諾特        | 梁興昌   | 張炳強（TVB） 陳曙光（公映） | 魔格瑞斯（Mulgarath，配音）                                  |
| 塞斯·羅根        |          | 葉振聲（TVB） 梁志達（公映） | 豬精（Hogsqueal，配音）                                      |
| 安德魯·麥卡西    |          | 李錦綸（TVB） 馮錦堂（公映） | 理查·葛雷斯（Richard Grace）                                 |
| 瓊安·普洛萊特    | 郭馨雅   |                              | 姑婆露辛達（Great Aunt Lucinda）                             |
| 朗·柏曼          |          | 潘文柏（TVB）                | 紅帽（Redcap）                                               |

## 評價

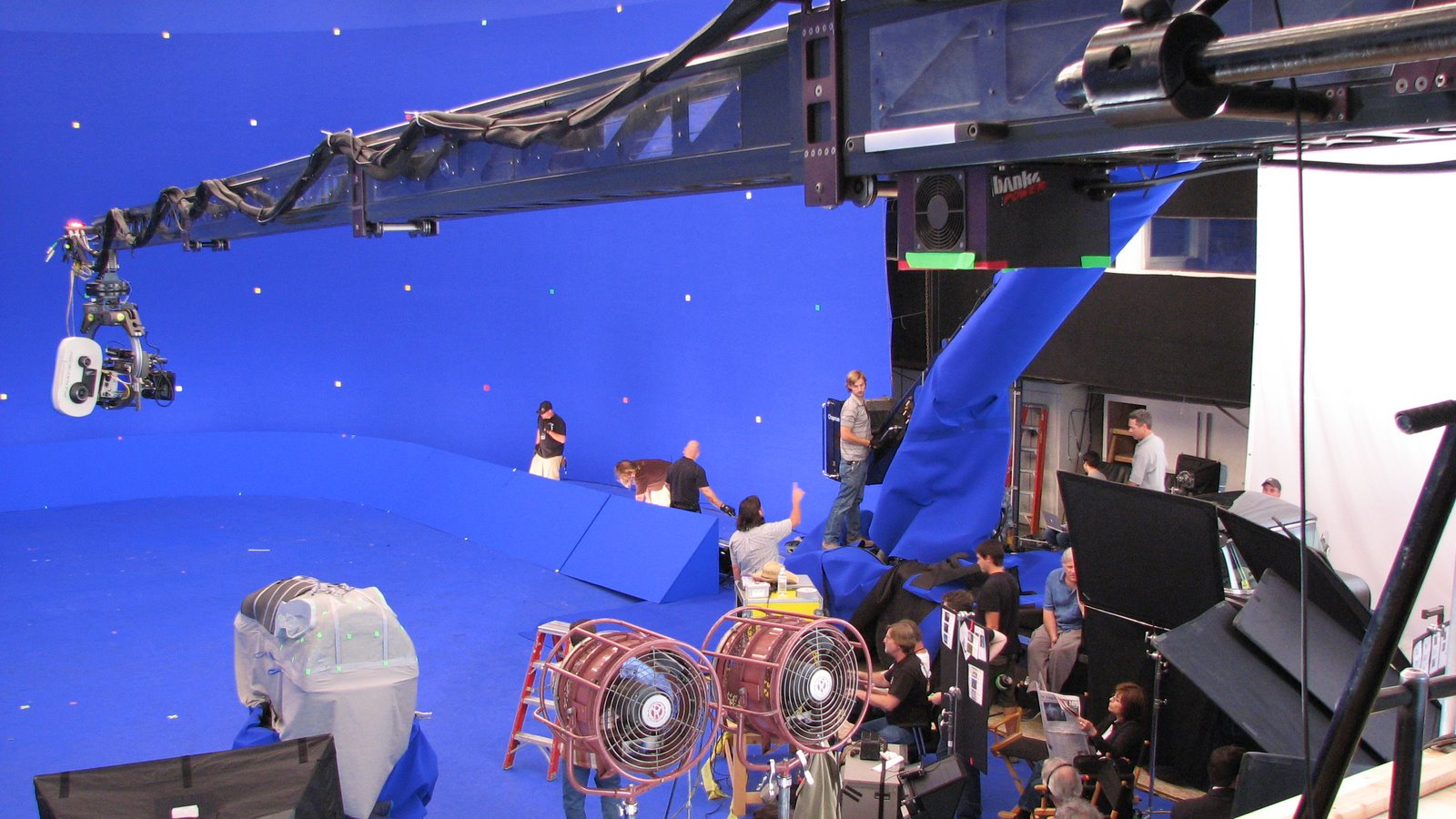
使用色键原理的《奇幻精靈事件簿》片場

影評家大致給予《奇幻精靈事件簿》不差的評價，還稱得上算是「像樣的娛樂片」，「適度地散發奇幻魅力，魅力中又不失穩重」和「謹慎且合乎邏輯講述奇幻世界」。不過仍被批評為過度依賴特效：《紐約時報》一篇影評中指出「frantic with incident and hectic with computer-generated effects」，另一篇也說「the sense of wonder and magic is lost in the shuffle」。
儘管一些關於電影整體的負面評價，佛萊迪·海默爾仍被大力讚賞他在影片中一人飾演雙胞胎兄弟，賽門和傑瑞兩角的演出表現，影評家稱讚他「技巧純熟地詮釋兩個截然不同的角色個性」、「一次拿捏兩位角色的特性沒有障礙」和「最棒的特效或許就是海默爾」。
根據2008年3月13日的電影評論網站《爛番茄》，110篇評論中有80%的影評家給予正面的評價，平均分數10分中得到6.7分。而根據Metacritic29篇的影評中，平均分數100分拿到63分的及格分數。
電影首映當週票房，在北美和加拿大地區的3847家戲院中，至少獲利1900萬美元的票房收入，當週票房排行第三名。包括星期四首映日的票房，電影首週少說也有賺進2130萬美元的票房收入。根據2008年6月22日，全球票房已經累積到超過162,240,000美元的成績。

## 遊戲
雪樂山公司（Sierra Entertainment）贊助Stormfront Studios公司開發製作《奇幻精靈事件簿》，根據電影和系列叢書大致上的故事軸線進行改編成電玩。預定在2008年2月5日電影上映前不久發行上市，遊戲平台有任天堂DS、Wii、PC、Xbox 360和PS2，娛樂軟體分級委員會分級為10歲以上一般大眾(E10+)皆可玩。